# .tr
.tr är Turkiets toppdomän. Domänen har funnits sedan 1990.